# Pleurobrachia bachei
Pleurobrachia bachei är en kammanetart som beskrevs av L. Agassiz 1860. Pleurobrachia bachei ingår i släktet Pleurobrachia och familjen Pleurobrachiidae. Inga underarter finns listade i Catalogue of Life.